# Оксид кальцію
Окси́д ка́льцію, негашене вапно — неорганічна бінарна сполука кальцію та кисню складу CaO. В'язка мінеральна кристалічна тугоплавка речовина білого кольору. Температура плавлення 2585 °С. Проявляє сильні осно́вні властивості.
У техніці оксид кальцію називають зазвичай негашеним, або паленим вапном. Остання назва походить від способу його одержання: прожарювання, або «випалювання» вапняку. Одержують шляхом випалювання вапняку, крейди та інших карбонатних порід. Процес ведуть при низьких температурах розкладання карбонату кальцію.

## Поширення у природі

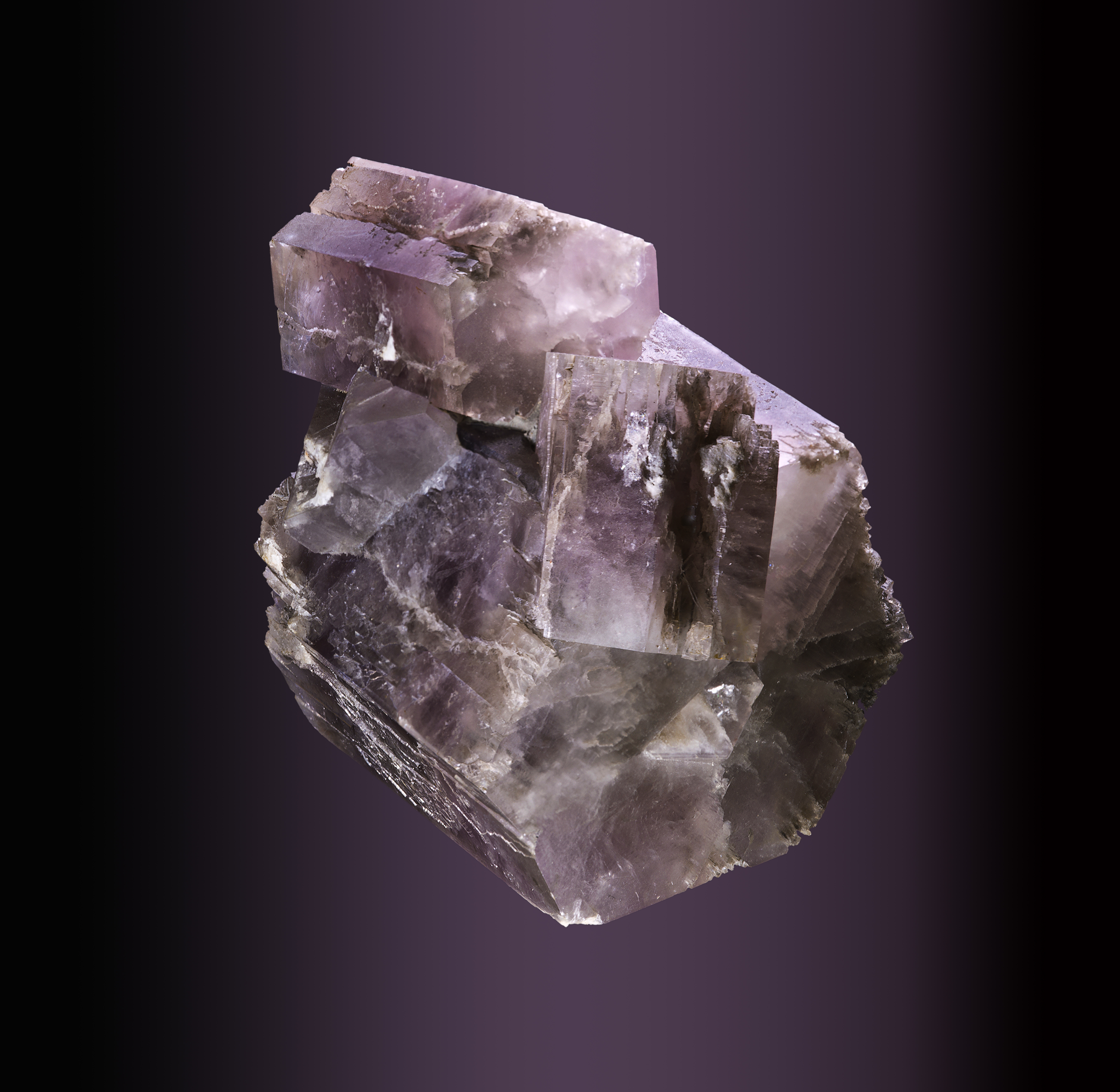
Арагоніт

Оксид кальцію є однією з найпоширеніших сполук у природі. Він часто трапляється у складі природних карбонатів, паралельно із оксидом магнію. Основними сполуками, з яких добувають CaO є кальцит, мармур, вапняк, арагоніт, доломіт та багато інших.

## Хімічні властивості
З водою оксид кальцію реагує дуже енергійно, з виділенням значної кількості тепла і утворенням гідроксиду кальцію:
{\displaystyle \mathrm {CaO+H_{2}O\rightarrow Ca(OH)_{2}} }
Реакцію взаємодії оксиду кальцію з водою в техніці називають «гашенням» вапна, а продукт реакції — гідроксид кальцію — гашеним вапном.
CaO проявляє сильні осно́вні властивості: взаємодіє з кислотами та кислотними оксидами (зокрема, активно поглинає вуглекислий газ із повітря), з амфотерними оксидами:
{\displaystyle \mathrm {CaO+2HCl\longrightarrow CaCl_{2}+H_{2}O} }
{\displaystyle \mathrm {3CaO+2H_{3}PO_{4}\longrightarrow Ca_{3}(PO_{4})_{2}\downarrow +3H_{2}O} }
{\displaystyle \mathrm {CaO+CO_{2}\longrightarrow CaCO_{3}} }
{\displaystyle \mathrm {CaO+SiO_{2}{\xrightarrow {1100-1200^{o}C}}\ CaSiO_{3}} }
Кальцій піддається відновленню з оксиду алюмінієм та коксом:
{\displaystyle \mathrm {3CaO+2Al\ {\xrightarrow {1200^{o}C}}\ Ca+Al_{2}O_{3}} }
{\displaystyle \mathrm {CaO+3C\ {\xrightarrow {1900-1950^{o}C}}\ CaC_{2}+CO} }

## Отримання

### Виробництво у промисловості
Негашене вапно (оксид кальцію) одержують прожарюванням (випалюванням) вапняку або крейди. Карбонат кальцію починає розкладатися при 850 °С. Чим вища температура, тим швидше йде розклад. Але вище 1200 °С домішки, що є у вапняку, починають плавитися поверхнево, і це ускладнює процес розкладу. Тому «випалювання» вапняку проводять при 1000–1200 °С.

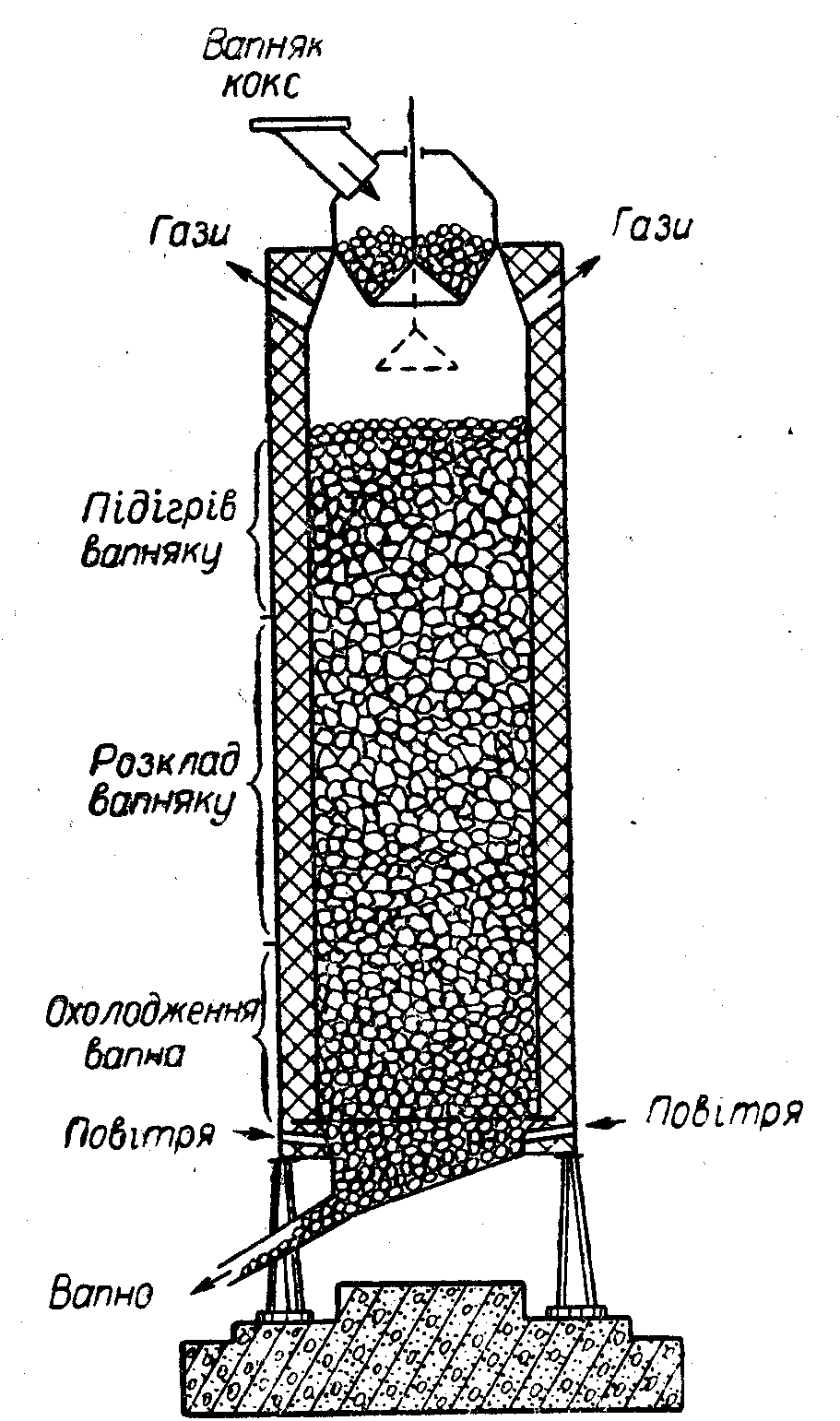
Піч для випалювання вапняку

Процес «випалювання» здійснюють у вертикальних шахтних печах, облицьованих зсередини вогнетривкою цеглою. Шихту, тобто суміш вапняку і коксу, завантажують у піч через верхній отвір.
Шматки вапняку і коксу роблять такими, щоб їх діаметр був приблизно 10 см. Тоді повітря і пічні гази легко проходять крізь шихту, і вапняк розкладається рівномірно по всій масі.
Гарячі гази, що виникають при горінні палива і розкладі вапняку, піднімаючись вгору, поступово охолоджуються, нагріваючи шихту. Палене вапно опускається в нижню частину печі, де охолоджується повітрям, що подається знизу.

### Отримання в лабораторії
Синтез оксиду кальцію можна провести спаленням металевого кальцію або його гідриду:
{\displaystyle \mathrm {2Ca+O_{2}{\xrightarrow {200-300^{o}C}}\ 2CaO} }
{\displaystyle \mathrm {CaH_{2}+O_{2}{\xrightarrow {300-400^{o}C}}\ CaO+H_{2}O} }
Іншим варіантом є термічне розкладання оксигенвмісних сполук кальцію:
{\displaystyle \mathrm {Ca(OH)_{2}{\xrightarrow {520-580^{o}C}}\ CaO+H_{2}O} }
{\displaystyle \mathrm {CaCO_{3}{\xrightarrow {900-1200^{o}C}}\ CaO+CO_{2}\uparrow } }
{\displaystyle \mathrm {2Ca(NO_{3})_{2}{\xrightarrow {>561^{o}C}}\ 2CaO+4NO_{2}+O_{2}} }

## Застосування
У харчовій промисловості застосовується як харчова добавка E529.

### Будівництво
Вапно дуже широко застосовується у будівельній справі, а також у хімічній промисловості для одержання хлорного вапна. Щорічний світовий видобуток вапна становить сотні мільйонів тонн.
У будівництві використовують гашене вапно, тобто гідроксид кальцію. З цією метою негашене вапно обробляють водою. При цьому пористі шматки оксиду кальцію (негашеного вапна) жадібно поглинають воду і реагують з нею з виділенням значної кількості тепла. Внаслідок цього частина води випаровує, а оксид кальцію перетворюється у пухку масу гідроксиду кальцію (гашеного вапна), яку називають пушонкою[джерело?]. При надлишку води гашене вапно утворюється у вигляді тістоподібної маси.

### Зброя
У 80 році до нашої ери римський воєначальник Серторій у боротьбі з харацитанами в Іспанії, які сховалися в недоступних печерах, використав задушливі хмари їдкого вапна. Подібна хімічна зброя застосовувалася в Китаї під час придушення збройного повстання селян 178 року н. е.: «вапняні колісниці», обладнані міхами, вдували порох вапняку в натовп.
Вважається, що негашене вапно також було складником грецького вогню. У разі контакту з водою негашене вапно може підвищити температуру понад 150 °C та запалити паливо.
Девід Юм, у власній історії Англії, розповідає, що на початку правління Генріха III англійський флот знищив вторгнення французького флоту, засліпивши флот противника негашеним вапном. Негашене вапно, можливо, було використано в середньовічній військово-морській війні — аж до використання «вапняних мінометів», для кидання його на ворожі кораблі.

## Безпека
Внаслідок бурхливої реакції негашеного вапна з водою, негашене вапно викликає сильне подразнення під час вдихання або у разі доторку з вологою шкірою чи очима. Вдихання може викликати кашель, чхання, посилене дихання. Потім це може розвинутися в опіки з перфорацією носової перегородки, болем у животі, нудотою та блювотою. Хоча негашене вапно не вважається пожежонебезпечним, його взаємодія з водою, може вивільнити достатню кількість тепла, щоби запалити горючі матеріали.